# 辛多爾斯科耶湖

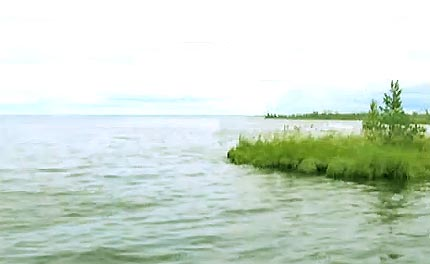

62°45′2″N 51°56′30″E / 62.75056°N 51.94167°E
辛多爾斯科耶湖（俄语：Синдорское озеро），是俄羅斯的湖泊，位於該國西北部，由科米共和國負責管轄，處於克尼亞日波戈斯特區，長12公里、寬4公里，面積28.5平方公里，平均水深1.5米。